# Heteronygmia rhodapicata
Heteronygmia rhodapicata är en fjärilsart som beskrevs av Holland 1893. Heteronygmia rhodapicata ingår i släktet Heteronygmia och familjen tofsspinnare. Inga underarter finns listade i Catalogue of Life.